# Dirk Vanderherten
Dirk Vanderherten, född 9 mars 1957, är en friidrottare från Belgien. Han deltog vid olympiska sommarspelen 1988.